# Florian Orth
Florian Orth, född 24 juli 1989, är en tysk långdistanslöpare.
Orth tävlade för Tyskland vid olympiska sommarspelen 2016 i Rio de Janeiro, där han blev utslagen i försöksheatet på 5 000 meter.